# Municipio de San José Pinula
Municipio de San José Pinula är en kommun i Guatemala.   Den ligger i departementet Guatemala, i den centrala delen av landet, 14 km sydost om huvudstaden Guatemala City.